# Amber Skye Noyes
Amber Skye Noyes (* 17. Februar 1987 im Warren Township, New Jersey) ist eine US-amerikanische Schauspielerin und Sängerin. Bekanntheit erlangte sie vor allem durch ihre Rollen aus den Serien Beauty and the Beast und Quantico.

## Leben und Schauspielkarriere
Amber Skye Noyes wurde in New Jersey, als jüngeres von zwei Kindern, geboren und wuchs anschließend in Pennsylvania auf, wo sie die Wyoming Seminary besuchte. Anschließend besuchte sie zunächst das Emerson College in Boston und schloss später die New York University erfolgreich ab. Wie auch ihr Bruder stand sie, zu Beginn ihrer Schauspielkarriere, für Werbespots vor der Kamera. Parallel dazu schrieb sie an ihrer eigenen Musik, bevor sie 2013 in einer wiederkehrenden Rolle in der Soap Liebe, Lüge, Leidenschaft besetzt wurde.
Ebenfalls 2013 wurde sie in der Rolle der Tori Windsor in der Serie Beauty and the Beast, die lose auf der bei CBS ausgestrahlten Serie Die Schöne und das Biest basierte, besetzte. Die Rolle spielte sie bis 2014 in einer Nebenrolle. Anschließend folgten Gastauftritte in The Blacklist, Law & Order: Special Victims Unit, Blindspot und FBI. 2017 war sie in der ersten Staffel, in der von James Franco co-produzierten Serie, The Deuce als Ellen zu sehen. 2018 war Noyes als Celine Fox Teil der Besetzung der Serie Quantico.
Noyes lebt im New Yorker Stadtteil Brooklyn.

## Musik
2015 veröffentlichte Noyes mit Hilfe einer Kickstarter-Kampagne eine EP mit dem Titel Rivers, die sechs Songs umfasst und auf Streamingplattformen abrufbar ist. Zu ihrem Lied Howlin, welches sie 2013 veröffentlichte, führte sie selbst die Regie beim zugehörigen Musikvideo.

## Filmografie (Auswahl)
- 2013: Liebe, Lüge, Leidenschaft (One Life to Live, Fernsehserie, 20 Episoden)
- 2013–2014: Beauty and the Beast (Fernsehserie, 7 Episoden)
- 2014: The Blacklist (Fernsehserie, Episode 2x05)
- 2016: Law & Order: Special Victims Unit (Fernsehserie, Episode 17x11)
- 2017: Blindspot (Fernsehserie, Episode 2x12)
- 2017: The Deuce (Fernsehserie, 4 Episoden)
- 2018: Quantico (Fernsehserie, 5 Episoden)
- 2018: FBI (Fernsehserie, Episode 1x09)
- 2019: The Village (Fernsehserie, 3 Episoden)
- 2020: MacGyver (Fernsehserie, 5 Episoden)